# Gerardi
Gerardi, la película es un film guatemalteco producido por la Oficina de los Derechos Humanos del Arzobispado de Guatemala y Moralejas films. Fue protagonizada por Jimmy Morales y describe los momentos más difíciles de la Guerra Civil de Guatemala en el departamento de Quiché, cuando las aldeas están siendo atacadas y arrasadas y la iglesia católica está siendo intimidada y obligada a tomar partido. Monseñor Gerardi es obispo en ese departamento, uno de los departamentos de la República más golpeados por la violencia. Sus homilías se vuelven entonces denuncias públicas y es obligado a salir al destierro pese a contar con el apoyo del arzobispo de Guatemala, Próspero Penados del Barrio.

## Argumento
La película se centra en el trabajo realizado por el obispo Gerardi (Sammy Morales) al frente de la diócesis del departamento de Quiché durante la década de 1970 y como su trabajo fue muy difícil por ser este uno de los departamentos más afectados por la represión militar durante la Guerra Civil de Guatemala. Urgido por sus sacerdotes y monjas, Gerardi cambia los planes de catequesis por planes de escape y decide salir del departamento con todos los religiosos;  el cardenal Mario Casariego y Acevedo lo envía a la Santa Sede como presidente de la Conferencia Episcopal de Guatemala, pero cuando retorna, se le niega el ingreso al país y tiene que salir al exilio.
Luego se presentan los difíciles momentos que pasó el obispo cuando tuvo que salir al exilio a Costa Rica y su regreso a Guatemala luego del retorno al proceso democrático en ese país.  
Finalmente, en 1988 la Conferencia Episcopal lo nombra para participar en la Comisión Nacional de Reconciliación, y crea la Oficina de Derechos Humanos del Arzobispado de Guatemala, con la que luego de la firma de los Acuerdos de Paz inicia con el proceso del estudio Guatemala, Nunca Más; se muestra desde la realización hasta la presentación del informe, pero no muestra el asesinato del obispo y el posterior proceso jucicial que se siguió en Guatemala.
En medio de la trama se muestran dos casos de jóvenes de clase media guatemalteca: en uno, un muchacho se rebela contra su madre y decide unirse a la guerrilla, y en el otro, el hijo aplicado que estudió medicina le dice a su madre que ha decidido alistarse como médico militar; la película termina con una escena en el Cementerio General de Guatemala, donde las madres de los dos muchachos se conocen durante una visita a las tumbas de sus hijos fallecidos durante la guerra.

## Rodaje
La película se filmó en Ciudad de Guatemala y en varias localidades de los departamentos de Sacatepéquez y Quiché.

## Reparto
- Juan Gerardi: Sammy Morales[c]
- Adolfo Portillo
- Jorge Bac
- Gelio Díaz
- Othmar Sánchez
- Boris Castillo